# Cabo Raso (punta)
El cabo Raso es un accidente geográfico costero ubicado en el departamento Florentino Ameghino de la provincia del Chubut (Patagonia argentina). Frente al cabo se ubica la caleta Rasa y al sur del mismo se halla la bahía Vera. Se encuentra a aproximadamente 150 kilómetros al sur de la ciudad de Trelew y a 90 kilómetros al norte de Camarones. 
El cabo es bajo y achaparrado, con muy escasa pendiente con respecto al terreno, hecho que le da su nombre. Desde fines del siglo XIX se había vuelto un buen puerto natural en el que se asentó el desaparecido poblado de Cabo Raso.
En este cabo se encuentra un faro del mismo nombre. Este faro surge de un proyecto el 29 de abril de 1925, para dar seguridad a la navegación nocturna en el paraje entre el arrecife Salaverría y la costa, entrando en servicio en junio del mismo año.